# Горње Преказе
Горње Преказе (алб. Prekaz i Epërm) је насеље у општини Србица на Косову и Метохији. Атар насеља се налази на територији катастарске општине Горње Преказе површине 1177 ha. У селу је било 30 српских кућа, али су оне све насилно исељене, а живаљ протеран, до почетка 1982. године. У селу је остало само старо српско гробље. Историјски и географски село Горње Преказе припада Дреничком крају.
Овде је живео Ахмет Делија (1850-1913).

## Географија
Село Горње Преказе припада типу џематских равичарскнх села, са бројним махалама. Сеоска гробља су разбацана на неких 11 мес1а, према родовима и џематима. Напоредо са тим постоји и подела села на три џемата: Горње, Средње и Доње Преказе. Називи места имају ова имена: Залина, Мелина, Арат е Душковићве, Рахишта, Бахћа е Имерит, Ливадет е Шабанит, Клисира, Крони и мад, Чешме и Зенеловиће, Крони Тушовићве, Кодра Лубофцит, Крони и Незовиће, Божевц, Корни Арифовиће, Крони лугај, Забел/и Зејнеловиће, Забе/ли Исламивиће, Забели и Алитовиће.

## Порекло становништва по родовима
Породице у селу Горње Преказе припадају фису (племену) Кучи, али се издају за припаднике фиса Бериш. Да би сакрили своје порекло црногорско, јер су у старини сви били припадници племена Куча, православне вере. Они лично говоре да се сматрају Беришама, јер је тај фис јачи у Дреници, него што су Кучи. Уз то сматрају "Бериши и Кучи" да је то истоветан фис (племе). Подаци порекла становништва по родовима из 1936. године:
Албански родови:
- Кајтази (5 кућа), од фиса Куч, међутим издају се за фис Бериш, што такође чине сви Кучи у овом селу.
- Ахмети (9 кућа), од братства Асани, од фиса Куч.
- Ајдари (6 кућа), од фиса Куч.
- Османи (6 кућа), од фиса Куч. Од овога рода одселило се 1 домаћинство у Косовску Митровицу, а 1 домаћинство у село Гумниште - Вучитрнска Шаља.
- Делија (9 кућа), од фиса Куч. Старином су српског порекла. Од овога рода 1 домаћинство се одселило 1885. године, у село Дубовце у Дреници, а 2 домаћинства 1835. године у Косовску Митровицу, а потом и 1 домаћинство 1916. године исто у Косовску Митровицу. На крају, 1 домаћинство се у старини од овога рода одселило у дреничко село Микушницу. Од овог рода је Ахмет Делија.
- Арући (9 кућа), фиса Куч. Од овога рода има још 1 домаћинство, али без мушких глава, па се рачуна у народу и не рачуна више као ,,кућа’’, јер је домаћинство остало без мушког наследника у роду и фису. Од овога рода 1 домаћинство је одсељено у дреничко село Доњи Стрмац на „мираз“ - домазетство = женидбена миграција.
- Исљами (8 кућа), од фис Куч. Родови: Демај, Арући, Исљами, чине једно братство. Воде порекло српско из села Брњака у Ибарском Колашину.
- Сулај (7 кућа), од фиса Куч. Од овога рода 2 домаћинства су одсељена 1916. године у Косовску Митровицу.
- Мустафи (8 кућа), од фиса Куч. Од овога рода 1 домаћинство се одселило у Албанију, 1 у предео Старе Рашке, где се удовица преудала и сина собом повела; 1 домаћинство је отишло у печалбу кроз Јужну Србију, занимајући се трговином и угоститељством.
- Азири (5 кућа), од фиса Куч.
- Арифи (З куће), од фиса Куч.
- Зећири (1 кућа), од фиса Куч. Од овога рода једно домаћинство се одселило у село Жабаре, код Косовске Митровице.
- Породице: Суљај, Мустафи, Азири, Арифи и Зећири, припадају братству Незовић (алб. Nezaj).
- Исљами (10 кућа), од фиса Куч. Од овог рода 1 домаћинство се одселило ,,на мираз’’ -домазетство у село Љубовце, у Дреници.
- Муамери (З куће), од фиса Куч.
- Муслију (2 куће), од фиса Куч.
- Укај (Фејзули) (З куће), од фиса Куч.
- Велији (Салију) (4 кућа), од фиса Куч.
- Родови: Исљами, Муамери, Муслију, Укај и Велију чине братство Делију.

Срби и Црногорци (колонисти):
- Оташевић (3 куће, славе Светог Николу, а прислужују Малу Госпојину). Досељени су из Бијелог Камена, у Топлици. Пореклом су из племена Цуца, у Црној Гори.
- Грујовић (1 кућа), досељени су из села Парлиша, околина Чачка. Славе Св. Стефана Дечанског.
- Вучинић (1 кућа), досељени су из села Балчака, у Топлици, старином су из Херцеговине, а пореклом из племена Пипери, у Црној Гори.
- Булајић (5 кућа), потичу из Балчака - Топлица, старином су из Грахова.
- Ковачевић (1 кућа), славе Св. Ђорђа, а прислужују Матијевдан, досељени су из Пиле - Грахово.
- Миловић (1 кућа), славе Св. Арханђела Михаила, а прислужују Велику Госпојину. Досељени су из Горњег Села - Грахово.
- Милошевић (1 кућа), славе Св. Арханђела Михаила. Досељени су из села Гркаја - општина Лепосавић.
- Милутиновић (1 кућа), славе Ђурђиц, прислужују Св. Ђорђа Алимпија, пореклом су из села Јериња, општина Лепосавић.
- Гашић (1 кућа), славе Ђурђиц, прислужују Ђурђевдан. Досељени су из села Јериња, општина Лепосавић.
- Лазић (1 кућа), славе Св. Ђорђа Алимпија, досељени су из Шипачине, код Рашке.
- Коловић (1 кућа), славе Св. Димитрија, прислужују Св. Петра и Павла, досељени су из Бањске Реке - Зворник.

Колонистичко гробље Горњег Преказа је са колонистима села Трнавца, у атару овога села.

## Демографија
Према проучавањима Татомира Вукановића насеља и порекла становништва из 1936. године. Горње Преказе је имао следеће стање: албанских родова је било 17, са 98 кућа, Срба и Црногораца колониста је било 11 родова, са 1З кућа. Према попису становништва у 1948. година, Горње Преказе је имало 1057 становннка од тога 552 мушких и 505 женских, са 140 кућа. Насеље данас има албанску етничку већину.
| Година       | 1948  | 1953  | 1961  | 1971  | 1981  | 1991  | 2011  |
| ------------ | ----- | ----- | ----- | ----- | ----- | ----- | ----- |
| Становништво | 1.057 | 1.142 | 1.282 | 1.512 | 1.920 | 2.198 | 2.126 |

|  |